# Opérateur en télésurveillance
L'opérateur en télésurveillance est un agent de sécurité qui a pour mission de s’assurer de la réception et du traitement des informations reçues en fonction des consignes définies. 

## Description
L'opérateur en télésurveillance travaille dans un service de télésurveillance et/ou de permanence opérationnelle assurant la réception des alarmes. Sa fonction consiste principalement à traiter les informations reçues, à déclencher l’intervention des personnes habilitées et appeler les services compétents, à effectuer le suivi des rondiers intervenants au cours de leurs missions et à s’assurer du retour à la normalité de fonctionnement.